# When Time Ran Out...
When Time Ran Out... (br.: O dia em que o mundo acabou...) é um filme de 1980 do gênero "Drama de Catástrofe", dirigido por James Goldstone. Roteiro de Carl Foreman e Stirling Silliphant e produção do "Mestre do Desastre" Irwin Allen, vagamente baseado no livro The Day Their World Ended de Gordon Thomas e Max Morgan-Witts que narra os fatos da erupção vulcânica de 1902 do Monte Pelée na Martinica, na qual morreram 30000 pessoas em cinco minutos vitimadas por uma nuvem piroclástica. O filme foi a última das grandes produções sobre catástrofes que atingiram seu clímax na década de 1970 e também foi a última produção de Allen para o cinema. Música de Lalo Schifrin. Locações no Havaí.
Ao ser exibido na televisão americana, foi usada uma versão expandida (acréscimo de 23 minutos), com o nome mudado para Earth's Final Fury.

## Elenco
- Paul Newman...Hank Anderson
- Jacqueline Bisset...Kay Kirby
- William Holden...Shelby Gilmore
- Edward Albert...Brian
- Red Buttons...Francis Friendly
- Barbara Carrera...Iolani
- Valentina Cortese...Rose Valdez
- Veronica Hamel...Nikki Spangler
- Alex Karras...Tiny Baker
- Burgess Meredith...Rene Valdez
- Ernest Borgnine...Tom Conti
- James Franciscus...Bob Spangler
- John Considine...Webster
- Sheila Allen...Mona
- Pat Morita...Sam
- Lonny Chapman...Kelly
- Sandy Kenyon...Henderson

## Sinopse
Bob Spangler é o herdeiro de uma remota ilha do Pacífico chamada Kalaleu, antiga plantação de cana-de-açúcar e que agora quer mudá-la se envolvendo em vários investimentos. Ele se torna sócio de Shelby Gilmore em um grande hotel turístico e contrata a equipe de Hank Anderson para procurar petróleo. As coisas vão bem até que o vulcão da ilha começa a dar fortes sinais de erupção iminente. Bob tenta convencer os sócios de que nada irá acontecer mas o vulcão explode e toda a ilha é abalada pela grande catástrofe.

## Indicações
- O filme foi indicado para o Oscar como melhor figurino.